# Stiftung Gedenkstätten Buchenwald und Mittelbau-Dora
Die Stiftung Gedenkstätten Buchenwald und Mittelbau-Dora ist eine deutsche rechtsfähige Stiftung des öffentlichen Rechts mit Sitz in Weimar, die Träger der Gedenkstätte Buchenwald, der KZ-Gedenkstätte Mittelbau-Dora sowie des im Mai 2024 in Weimar eröffneten Museums Zwangsarbeit im Nationalsozialismus ist.
Stiftungszweck ist es, die Gedenkstätten des KZ Buchenwald und des KZ Mittelbau-Dora als Orte der Trauer und der Erinnerung an die dort begangenen Verbrechen zu bewahren, wissenschaftlich begründet zu gestalten und sie in geeigneter Weise der Öffentlichkeit zugänglich zu machen, sowie Bildung und Erziehung durch die Erforschung und Vermittlung damit verbundener historischer Vorgänge zu fördern.
Leiter der Stiftung ist seit 2020 der Historiker Jens-Christian Wagner.

## Geschichte
Nach der deutschen Wiedervereinigung wurden die KZ-Gedenkstätten neu konzipiert. 1994 wurde vom Thüringer Minister für Wissenschaft und Kunst die Stiftung Gedenkstätten Buchenwald und Mittelbau-Dora als unselbständige Stiftung des öffentlichen Rechts errichtet. Während die Gedenkstätte Buchenwald zu gleichen Teilen vom Bund und Land Thüringen finanziert wurde, kam die Gedenkstätte Mittelbau-Dora in Trägerschaft des Landkreises Nordhausen und wurde hauptsächlich aus Mitteln des Landes Thüringen finanziert.
Die Zusammenführung der beiden Gedenkstätten in einer selbständigen Stiftung erfolgte Kraft Thüringer Gesetz über die Stiftung Gedenkstätten Buchenwald und Mittelbau-Dora vom 17. März 2003 rückwirkend zum 1. Januar 2003 als rechtsfähige Stiftung öffentlichen Rechts. Sie wurde ermöglicht, da der Bund im Rahmen der Bundesgedenkstättenkonzeption die Förderung der endgültigen Neugestaltung der Gedenkstätte Mittelbau-Dora übernommen hat.

### Mitgliedschaften
Seit 2000 ist die Stiftung Mitglied im Arbeitskreis selbständiger Kultur-Institute e. V. (AsKI). Seit 2003 ist sie vollgültiges Mitglied des AsKI.

### Stiftungsdirektoren
Von September 1994 bis April 2020 leitete Volkhard Knigge die Stiftung. Seine Nachfolge trat im Oktober 2020 Jens-Christian Wagner an. Die Stelle des Stiftungsdirektors ist gekoppelt mit einer Professur am Lehrstuhl für Geschichte in Medien und Öffentlichkeit an der Friedrich-Schiller-Universität Jena.

## Dokumentations- und Forschungsprojekte
Seit August 2024 betreiben die Stiftung und die Friedrich-Schiller-Universität Jena im Rahmen eines gemeinsamen Dokumentations- und Forschungsprojekts die Website Geschichte statt Mythen, die über Geschichtsrevisionismus informiert.

## Rezeption und Kontroversen
Im Vorfeld der Landtagswahl in Thüringen 2024 verschickte die Stiftung ein Statement des Stiftungsdirektors Jens-Christian Wagner an insgesamt 350.000 thüringische Haushalte. In dem Brief hat sich Wagner an Thüringer über 65 Jahre gewandt und darin seine Sorge vor der Landtagswahl geäußert. Er äußerte scharfe Kritik an der Partei AfD und rief dazu auf, nicht die AfD, sondern demokratische Parteien zu wählen. Die AfD klagte dagegen auf Unterlassung beim Verwaltungsgericht Weimar, das dem Antrag der Partei auf Unterlassung nur in einem der Punkte Recht gab. Demnach darf die Stiftung aufgrund des Neutralitätsgebots nicht direkt dazu aufzufordern, nicht die AfD zu wählen; den entsprechenden Text musste die Stiftung von ihrer Website löschen. Darüber hinaus war der Brief vom Stiftungszweck gedeckt.
Im April 2025 lud die Stiftung den Philosophen Omri Boehm ein, eine Rede zum 80. Jahrestag der Befreiung des Konzentrationslagers Buchenwald halten. Wie der Leiter der Gedenkstätte, Jens-Christian Wagner, Anfang April dem Nachrichtenmagazin Der Spiegel mitteilte, sah sich die Gedenkstätte nach einer Intervention der israelischen Botschaft gezwungen, die Rede Boehms zu verschieben und die geplante Gedenkfeier ohne ihn zu veranstalten. Die israelische Botschaft griff Boehm und die Gedenkstätte in einer Erklärung scharf an.